# Gott ist ein Popstar
Gott ist ein Popstar (niem. Bóg jest gwiazdą popu) to szesnasty singel Oomph!, promujący dziewiąty albumu z dorobku grupy, zatytułowany GlaubeLiebeTod (2006).
Piosenka, podobnie jak teledysk, uznawane są powszechnie za dość kontrowersyjne. Członkowie zespołu przedstawiają w nich Boga jako supergwiazdę. Chodzi mianowicie o Boga i religię w aspekcie ekonomicznym, odzieraną z duchowości i podniosłości, gdzie liczy się jedynie zarabianie pieniędzy (np. ubóstwienie papieża i sprzedawanie związanych z nim gadżetów). W Niemczech piosenka została zakazana w niektórych radiach, a teledysk emitowały jedynie stacje Viva i Viva Plus. W USA piosenka napiętnowana była ze względu na protesty niektórych tamtejszych kościołów, których członkowie twierdzą, że utwór propaguje pogaństwo i ośmiesza Chrystusa.
Na początku piosenki pojawiają się słowa modlitwy Ojcze nasz, a następnie zostają one przerobione:
|  | Wersja niemiecka Vater unser im Himmel Geheiligt werde die Lüge Mein Fleisch verkomme Mein Wille geschehe Und den Himmel gib uns auf Erden Und vergib uns unsere Gier Drum führe uns jetzt in Versuchung Und dann erlöse uns von al dem Bösen |  | Swobodne tłumaczenie na język polski Ojcze nasz, któryś jest w niebie Niechaj święci się kłamstwo Niechaj ciało moje zgnije Bądź wola moja Niebo daj nam na ziemi Wybacz ludziom chciwość I dawaj im pokusy A później uwolnij od całego zła |  |

W teledysku członkowie zespołu znajdują na ulicy obdartego, zarośniętego i zaniedbanego Jezusa. Strzygą go, ubierają w modne ciuchy i promują na supergwiazdę, bożyszcze dziewcząt i kobiet. Pod koniec klipu widzimy zakrwawionego i porzuconego Jezusa leżącego w alejce, w której znaleziono go na początku. Dero w teledysku przedstawiony jest jako personifikacja Śmierci – odziany w czarny płaszcz z kapturem dzierży w ręku kosę, przechadzając się wokół stada owiec. W jednej ze scen płynie także z niezbyt pewnym siebie Jezusem po jeziorze. W teledysku pojawiają się także inne odniesienia do Biblii, jak chociażby Jezus dźwigający na swych ramionach krzyż.
Utwór przez wielu wyznawców chrześcijaństwa uznany został za herezję, zespół odpiera jednak te zarzuty, twierdząc, że Gott ist ein Popstar ma przede wszystkim ośmieszać hipokryzję współczesnych organizacji religijnych nastawionych przede wszystkim na zysk, zaś w domyśle nie miał mieć heretyckiego wydźwięku.

## Lista utworów
1. Gott ist ein Popstar (03:53)
2. Ich will deine Seele (03:20)
3. Weißt du wie viel Sterne stehen (03:43)
4. Fragment (02:41)
5. Gott ist ein Popstar (Transporterraum Mix) (06:16)